# Suzukiana suzukii
Suzukiana suzukii är en fjärilsart som beskrevs av Matsumura 1920. Suzukiana suzukii ingår i släktet Suzukiana och familjen tandspinnare. Inga underarter finns listade i Catalogue of Life.